# Насонов Віктор Володимирович
Віктор Володимирович Насонов — український військовослужбовець, старший сержант Національної гвардії України, учасник російсько-української війни, який відзначився у ході російського вторгнення в Україну. Герой України (2023).

## Життєпис
Народився 12 червня 1975 в с. Червоний Жовтень Зачепилівського району (нині — с. Травневе Берестинського району) Харківської області.
Під час російського вторгнення в Україну — старший сержант Національної гвардії України, головний сержант взводу. Відзначився восени 2022-го під час оборони селища [[Козача Лопань|]Козачої Лопані]. У січні 2023 року Віктор знищив пострілами з РПГ ворожий бронетранспортер та узяв у полон пораненого окупанта. 
У лютому 2023 під Бахмутом на Донеччині у бою з противником зазнав кульового поранення ноги, але відмовився від евакуації та продовжив бій. Крім того, під ворожим обстрілом надав допомогу пораненому побратиму і, здійснивши його евакуацію, повернувся на позицію для відбиття наступного нападу противника.
Після лікування повернувся у стрій. 

## Нагороди
- Звання Герой України з врученням ордена «Золота Зірка» (29 вересня 2023) — за особисту мужність і героїзм, виявлені у захисті державного суверенітету та територіальної цілісності України, самовіддане служіння Українському народові[3].